# فوبوس
القمر فوبوس هو القمر الأقرب للمريخ من قمرين يدوران حوله. القمر الآخر يسمى ديموس. وهو أقرب أقمار المجموعة الشمسية إلى كوكبه، ويعتبر ضمن اقمار المجموعة الشمسية. وتتلخص المعلومات المعروفة عنه فيما يلي:
- بعده عن مركز المريخ 9378 كم
- متوسط قطره 22,2 كم
- ابعاده 27 كم × 21,6 كم × 18,8 كم
- كتلته 97235 طن
- زمن دورته حول المريخ 7 ساعات و 39 دقيقة
- اكتشفه الفلكي أساف هول في 12أغسطس1877 م.

وفي الاساطير الاغريقيه القديمة يعتبر فوبوس أو الخوف ابنا من أبناء آرس Ares اله الحرب وافروديت فينوس (الزهرة) آلهة الجمال.
وقد صورته مارينر 9 عام 1971 م، وصورته فايكنج -1 في 1977 وقد وضعت خريطة لفوبوس وسميت فيها عشرون فوهة أحداها أطلق عليها ستيكني وهو اسم زوجة أساف هول التي كانت تدفعه إلى المثابرة في البحث عن القمرين ويبلغ قطر هذه الفوهة 8 كم. يدور القمر فوبوس حول المريخ تحت مستوى نصف قطر المدار التزامني
لذلك يشرق من الغرب، ويتحرك بسرعه عبر السماء، ويغرب من الشؤق مرتين يوميا في العادة. ويكون قريبا من السطح، لدرجه عدم رؤيته فوق الافق من جميع النقاط على سطح المريخ. ويهبط ارتفاع مداره الجذري التزامني بمعدل متكرر 1,8 مترا كل قرن.
وفي مدى 50 مليون سنه، اما ان يرتطم بالمريخ، أو يدور حوله في حلقات. وهذا هو التاثير العكسي للعوامل التي تعمل على زياده ارتفاع مداره. وقد صورت سفينه الفضاء السوفييتيه فوبوس 2 بروزا غازيا ثابتا خافتا من هذا القمر، ولكن السفينة خمدت قبل قبل أن تحدد طبيعه المادة المنطلقه منه، ومن أهم ملامح فوبوس الفوهة الكبيرة المعروفة باسم ستيكني stickney نسبه لاسم عائله زوجته هول قبل أن تتزوج. وهذه الفهوهه تشبه ميماس وفوة هرتشل على القمر وولكن بمقياس اقل.
وما زالت الأبحاث جارية باستخدام مختلف الوسائل وأهمها المسبارات للإجابة على العديد من الأسئلة العلمية الهامة عن الكوكب الأحمر وقمريه.

## الاكتشاف
اكتشف عالم الفلك أساف هول قمر فوبوس في 18 أغسطس 1877، في المرصد البحري للولايات المتحدة في العاصمة واشنطن، في نحو الساعة 09:14 بتوقيت غرينتش. اكتشف هول القمر الآخر للمريخ، ديموس، قبل بضعة أيام من ذلك في 12 أغسطس 1877 في نحو الساعة 07:48 بالتوقيت العالمي المنسق. اقترح هنري مادان (1838-1901)، رئيس قسم العلوم في كلية إيتون، اسمي فوبوس وديموس للقمرين على التوالي، استنادًا إلى الأساطير اليونانية، إذ كان فوبوس رفيقًا للإله آريس.

## الخصائص الفيزيائية
يتمتع فوبوس بأبعاد تساوي 27 كيلومتر × 22 كيلومتر × 18 كيلومتر، وكتلة منخفضة جدًا ما يعني جاذبيةً ضعيفةً وبالتالي شكلًا غير كروي. لا يمتلك فوبوس غلافًا جويًا نتيجة كتلته وجاذبيته المنخفضتان. إنه أحد أقل الأجرام انعكاسيةً في النظام الشمسي، إذ يبلغ قدر وضاءته 0.071. تظهر بيانات طيف الأشعة تحت الحمراء أنه غني بالمواد الكربونية الموجود في الكوندريت الكربوني. بدلًا من ذلك، يُظهر تكوينه أوجه تشابه بينه وبين سطح المريخ. نتيجة كثافته المنخفضة جدًا، لا يمتلك فوبوس صخورًا صلبة، ومن المعروف أن له مساميةً عالية. أدت هذه النتائج إلى اقتراح احتواء فوبوس على كميات كبير من الجليد. تشير عمليات الرصد الطيفية إلى أن طبقة الحطام الصخري السطحية تفتقر إلى الرطوبة، لكن من غير المستبعد وجود جليد أسفل هذه الطبقة.
يمتلك فوبوس العديد من الفوهات النيزكية. أبرزها فوهة ستكني، (التي سميت نسبةً لزوجة أساف هول، أنجيلين ستكني هول، إذ أن ستكني هو اسمها قبل زواجها)، التي هي فوهة كبيرة يبلغ قطرها نحو 9 كيلومترات (5.6 ميل)، وتشغل مساحةً كبيرة من سطح فوبوس. كما هو الحال مع فوهة هيرشل على قمر ميماس، فإن التصادم الذي أنتج فوهة ستكني كاد يحطم فوبوس بالكامل.
بالإضافة لذلك، تغطي العديد من الأخاديد والشقوق سطح فوبوس ذي الشكل الغريب. يكون عمق الأخاديد عادةً أقل من 30 مترًا (98 قدم)، ويتراوح عرضها بين 100 و200 متر (330 إلى 660 قدم)، ويصل طولها إلى 20 كيلومتر (12 ميل)، وكان يُفترض في الأصل أنها نتجت عن نفس التصادم الذي أنتج فوهة ستكني. مع ذلك، كشف تحليل نتائج مركبة مارس إكسبرس الفضائية أن الأخاديد ليست في الواقع شعاعية الاتجاه بالنسبة لستكني، ولكنها تتمركز حول القمة أمامية لفوبوس في مداره (ليست بعيدةً عن ستكني). يعتقد الباحثون أن هذه الأخاديد حُفرت من قِبل المواد التي قُذفت إلى الفضاء بفعل التصادمات النيزكية على سطح المريخ. بالتالي، تشكلت الأخاديد كسلاسل للفوهات، وتتلاشى كلها مع الاقتراب من قمة فوبوس الخلفية. صُنفت الأخاديد في 12 عائلة أو أكثر من الأعمار المختلفة، ويفترض أنها تمثل على الأقل 12 حدث تصادم على كوكب المريخ. مع ذلك، في نوفمبر 2018، وبعد إجراء مزيد من التحليل الحسابي الاحتمالي، استنتج علماء الفلك أن العديد من الأخاديد الموجودة على فوبوس نتجت عن جلاميد قُذفت من التصادم الكويكبي الذي أتنج فوهة ستكني. تدحرجت هذه الجلاميد في نمط قابل للتنبؤ على سطح فوبوس.
لطالما تم التنبؤ بوجود حلقات خافتة من الغبار ناتجة عن فوبوس وديموس، لكن محاولات رصدها باءت بالفشل حتى الآن. تشير الصور الأخيرة من الماسح الشامل للمريخ إلى أن فوبوس مغطى بطبقة من الحطام الصخري الدقيق لا يقل سمكها عن 100 متر؛ ويُفترض أنها تشكلت بفعل تصادمات أجرام أخرى، ولكن من غير المعروف كيف استقرت المواد على جرم ذي جاذبيةٍ تكاد معدومة.
افتُرض أن نيزك كايدون الفريد، الذي سقط على قاعدة عسكرية سوفيتية في اليمن عام 1980، قد جاء من فوبوس، ولكن من الصعب التحقق من ذلك نتيجة معرفتنا القليلة عن التركيب الدقيق لفوبوس.
سيزن شخص تبلغ كتلته 68 كيلوجرامًا (150 رطلًا) على الأرض نحو 60 جرامًا (2 أونصة) على سطح فوبوس.